# Пляжная кабинка
Пля́жная каби́нка (также пляжный домик) — небольшое, чаще всего деревянное строение, построенное на пляже. Обычно используется для переодевания, для укрытия от солнца и ветра и для хранения личных вещей. Во многих странах ярко раскрашенные пляжные кабинки образуют сплошные ряды и могут находиться либо в муниципальной, либо в частной собственности и быть достаточно благоустроенными. К ним может быть подведено электричество.
В России этим термином называют кабинки для переодевания.

## Известные пляжные домики
Королевский пляжный домик в Норфолке, Великобритания был уничтожен пожаром в 2003 году. Он принадлежал королевской семье в течение 70 лет. Художник Трайси Эмин продала свой пляжный домик коллекционеру Чарлзу Шачи за 75 тысяч фунтов стерлингов. В Мельбурне ярко разукрашенные пляжные домики стали местной достопримечательностью, и покупатели готовы предлагать за них  до 340 тысяч долларов .

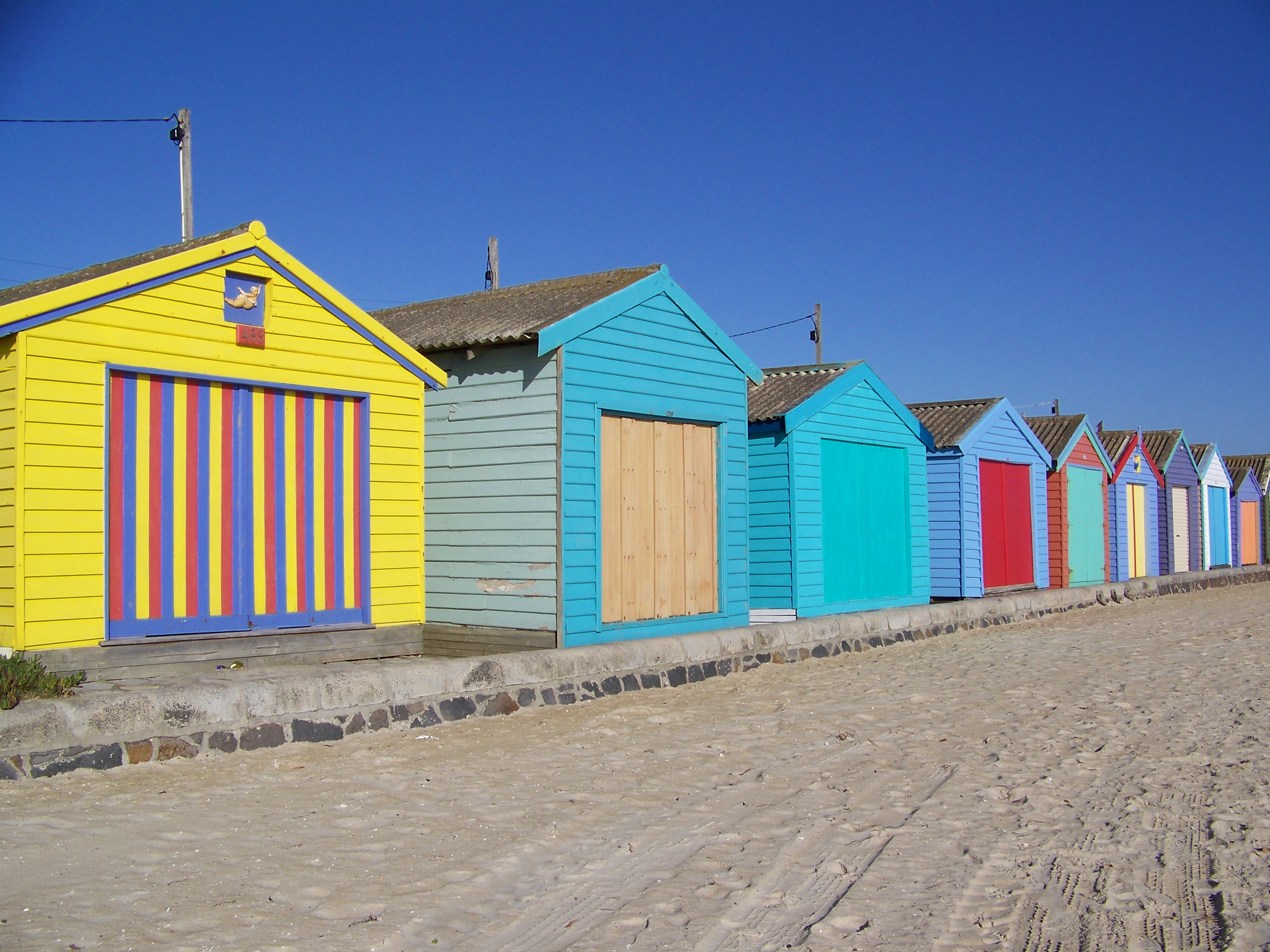
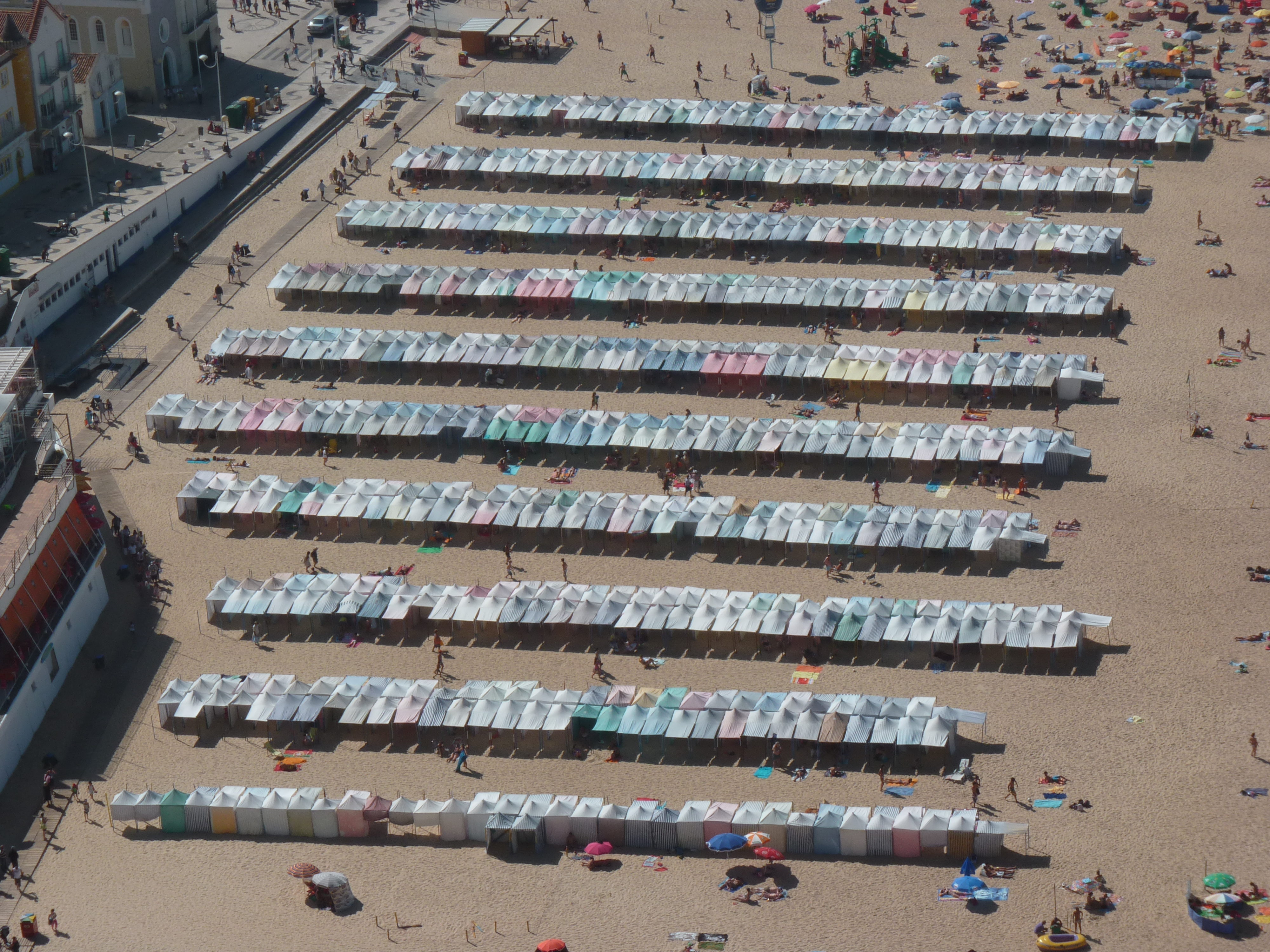
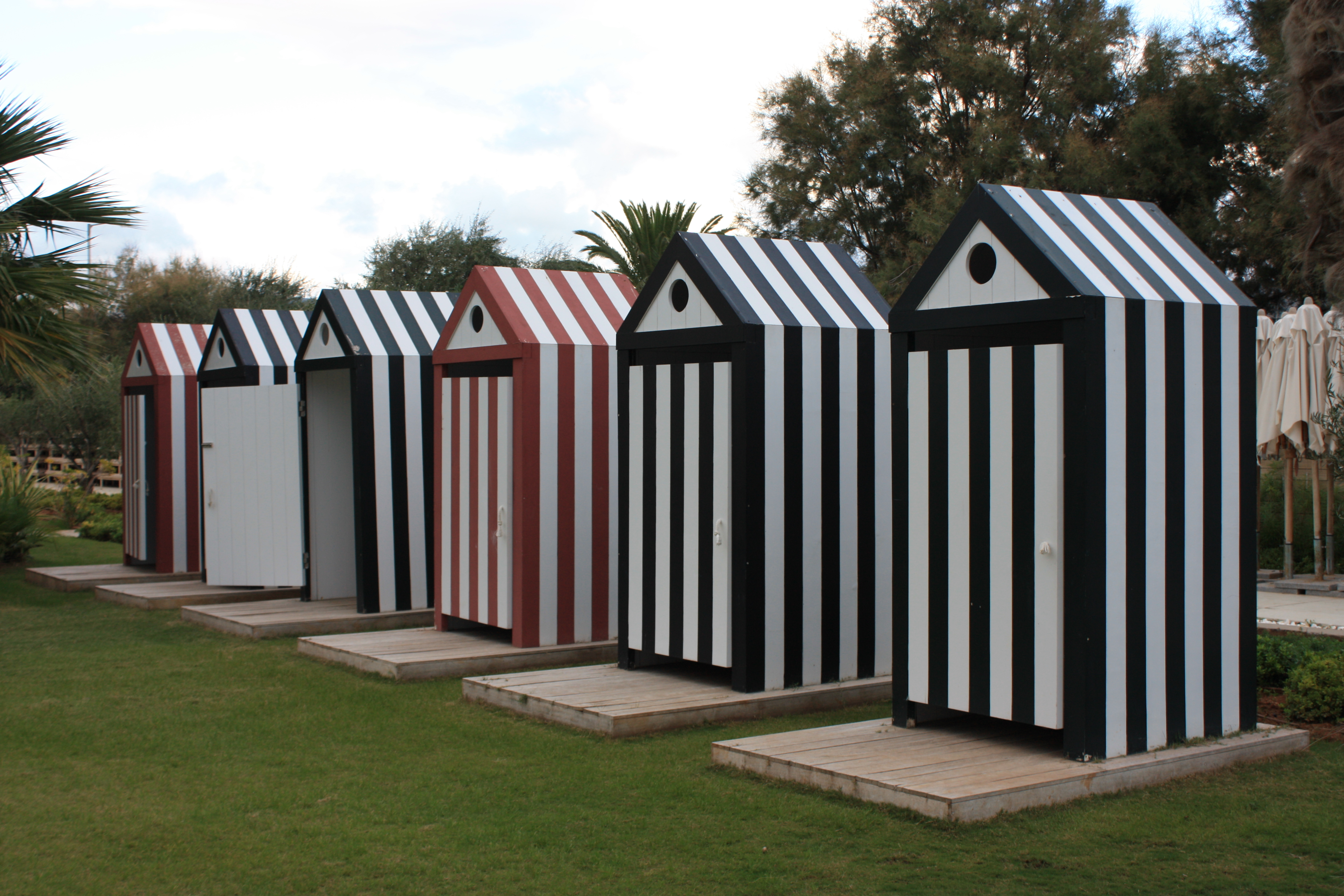
Пляжные кабинки в Греции
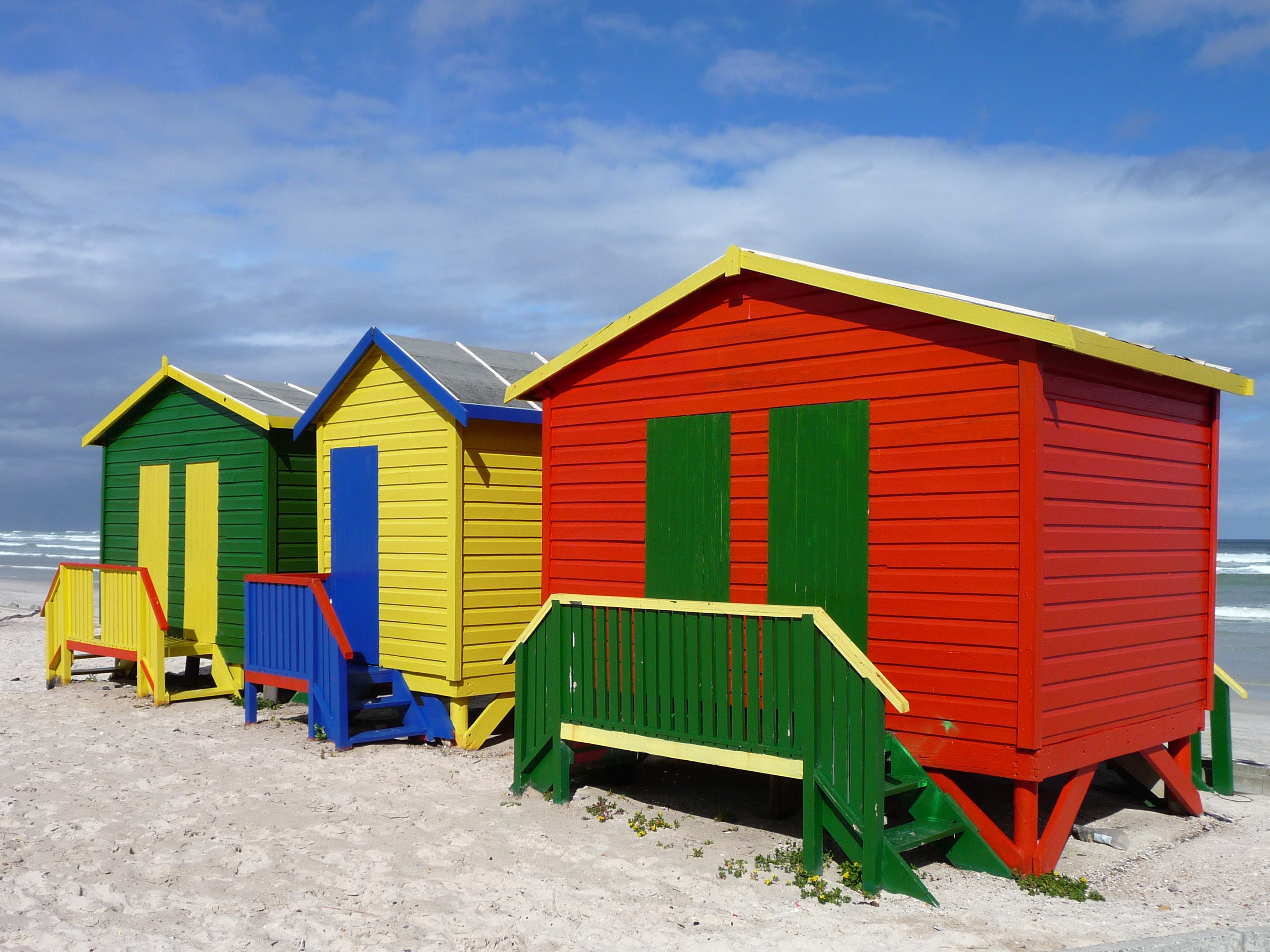
Пляжные кабинки в Южной Африке
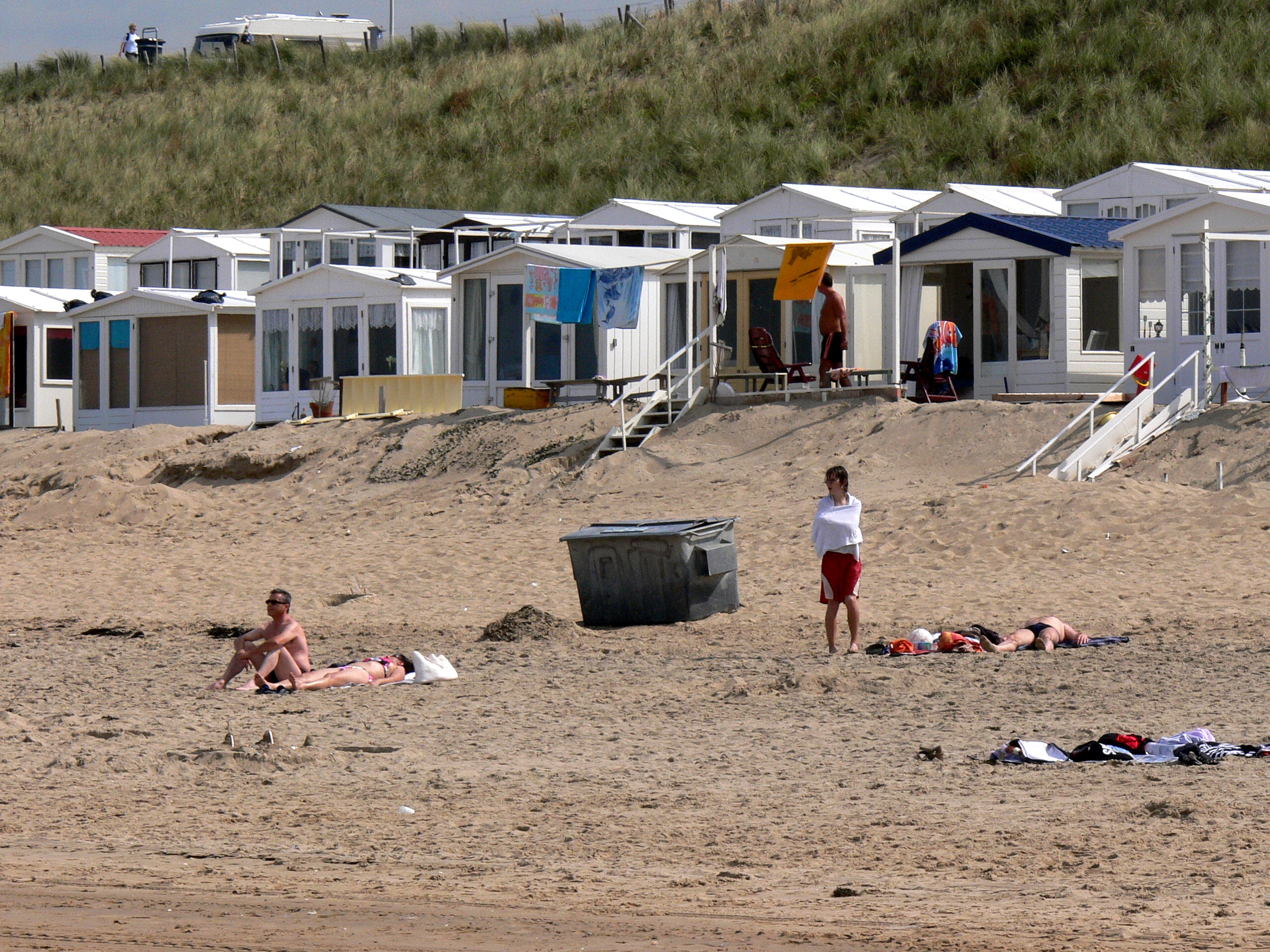